# Chronka pręgowana
Chronka pręgowana (Thamnophilus doliatus) – gatunek małego ptaka z rodziny chronkowatych (Thamnophilidae). Zasiedla wschodni i południowy Meksyk, Amerykę Centralną, całą północną połowę Ameryki Południowej z wyjątkiem zachodniej części. Nie zasiedla tylko centralnej części tego obszaru. Nie jest zagrożona, wyróżnia się 12 podgatunków.

## Morfologia
WyglądTrochę większa od bogatki. Występuje bardzo wyraźny dymorfizm płciowy. Samiec cały czarno-biały. Wierzch głowy jednolicie czarny, gardło prawie białe. Poza tym na całym ciele, z wyjątkiem prawie całkowicie czarnych skrzydeł i ogona, gdzie paski są szerokie, drobne prążkowanie. Samica ma rudy wierzch głowy, skrzydła i ogon, reszta jest jasnopomarańczowa. U obu płci szare nogi i dziób, na końcu haczykowato zagięty.
Wymiary
- długość ciała: 15–16,5 cm
- rozpiętość skrzydeł: 27–30,5 cm
- masa ciała: 25,5–34 g

## Ekologia i zachowanie
BiotopZakrzewione obrzeża lasów i zadrzewień, a także zarośla oraz porośnięte krzakami polany, także ogrody.
GłosAlarmując, wydaje ostry, zgrzytliwy terkot. Oba ptaki oznajmiają zajęcie terytorium przyśpieszającą serią nosowych dźwięków.
PożywienieZazwyczaj owady, ale czasami trochę owoców i jagód.
LęgiJeden lub więcej. Gniazdo ma kształt luźnej miseczki. Zazwyczaj składa 2, czasami 3 jaja i inkubuje je przez około dwa tygodnie. Młode uzyskują lotność po 12–13 dniach.

## Systematyka
Blisko spokrewniona z chronką jasnobrzuchą (T. zarumae); w przeszłości były one łączone w jeden gatunek, ale różnią się morfologią i wokalizacją.
Podgatunki
Obecnie wyróżnia się około dwunastu podgatunków chronki pręgowanej:
- T. d. intermedius Ridgway, 1888 – wschodni i południowy Meksyk do zachodniej Panamy; proponowane podgatunki yucatanensis i pacificus uznane za jego synonim
- T. d. nesiotes Wetmore, 1970 – Wyspy Perłowe (Panama)
- T. d. eremnus Wetmore, 1957 – wyspa Coiba (Panama)
- T. d. nigricristatus Lawrence, 1865 – środkowa Panama
- T. d. albicans Lafresnaye, 1844 – północna i zachodnia Kolumbia
- T. d. nigrescens Lawrence, 1867 – północno-środkowa Kolumbia i północno-zachodnia Wenezuela
- T. d. tobagensis Hartert & Goodson, 1917 – Tobago
- T. d. doliatus (Linnaeus, 1764) – wschodnia Kolumbia, Wenezuela (oprócz części północno-zachodniej), Trynidad, region Gujana i północna Brazylia; proponowany podgatunek fraterculus uznany za jego synonim
- T. d. difficilis Hellmayr, 1903 – wschodnio-środkowa Brazylia
- T. d. capistratus Lesson, 1840 – wschodnia Brazylia
- T. d. radiatus Vieillot, 1816 – północno-wschodni Ekwador, wschodnie Peru, południowo-wschodnia Kolumbia, zachodnia, południowo-zachodnia i południowo-środkowa Brazylia, północno-wschodnia Boliwia, Paragwaj i północna Argentyna; proponowane podgatunki subradiatus i signatus uznane za jego synonimy
- T. d. cadwaladeri Bond & Meyer de Schauensee, 1940 – południowa Boliwia

## Status
Międzynarodowa Unia Ochrony Przyrody (IUCN) uznaje chronkę pręgowaną za gatunek najmniejszej troski (LC – least concern) nieprzerwanie od 2000 roku. Liczebność populacji, według szacunków, zawiera się w przedziale 5–50 milionów dorosłych osobników. Trend liczebności populacji uznawany jest za stabilny.